# Schweinekopf

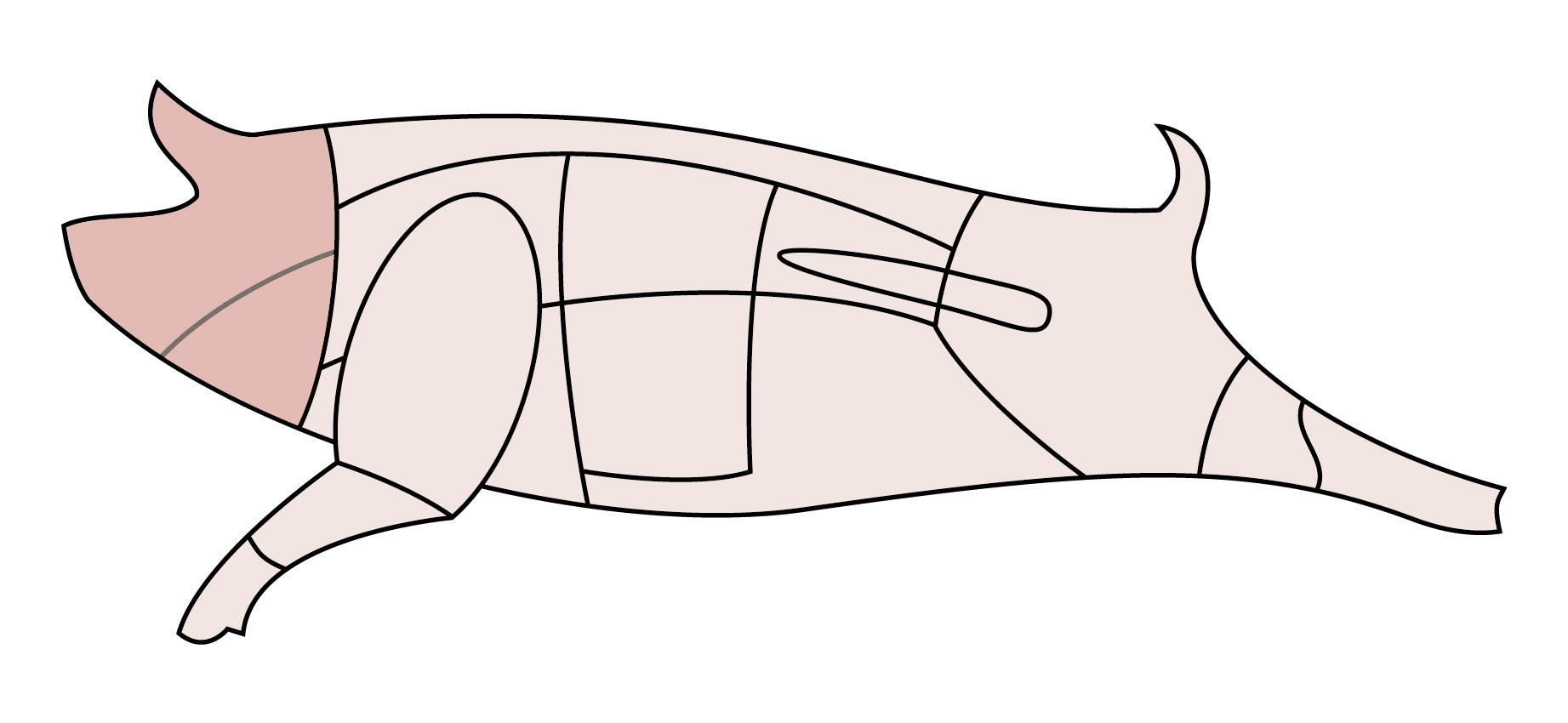
Lage des Schweinekopfs

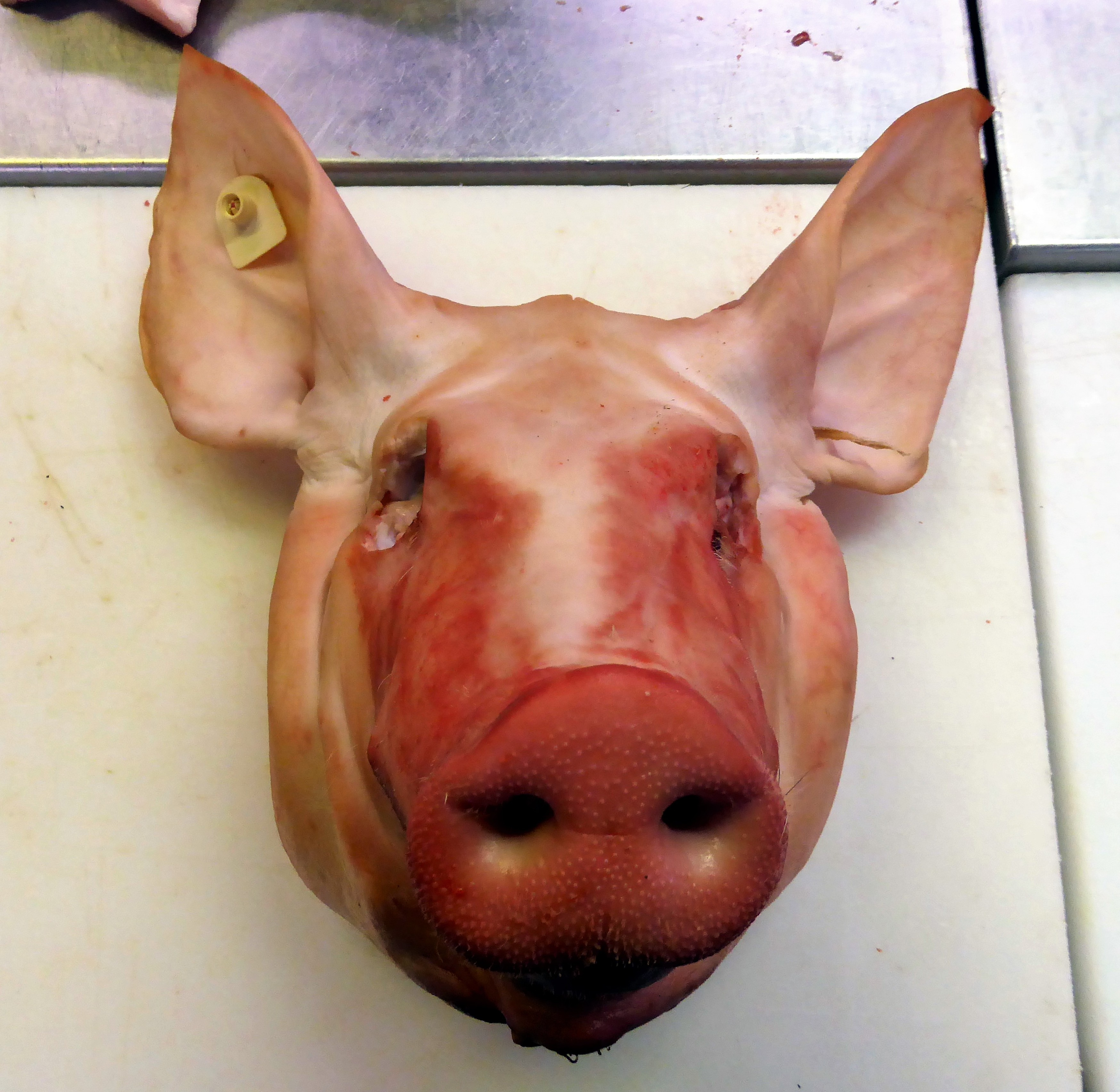
Roher Schweinekopf

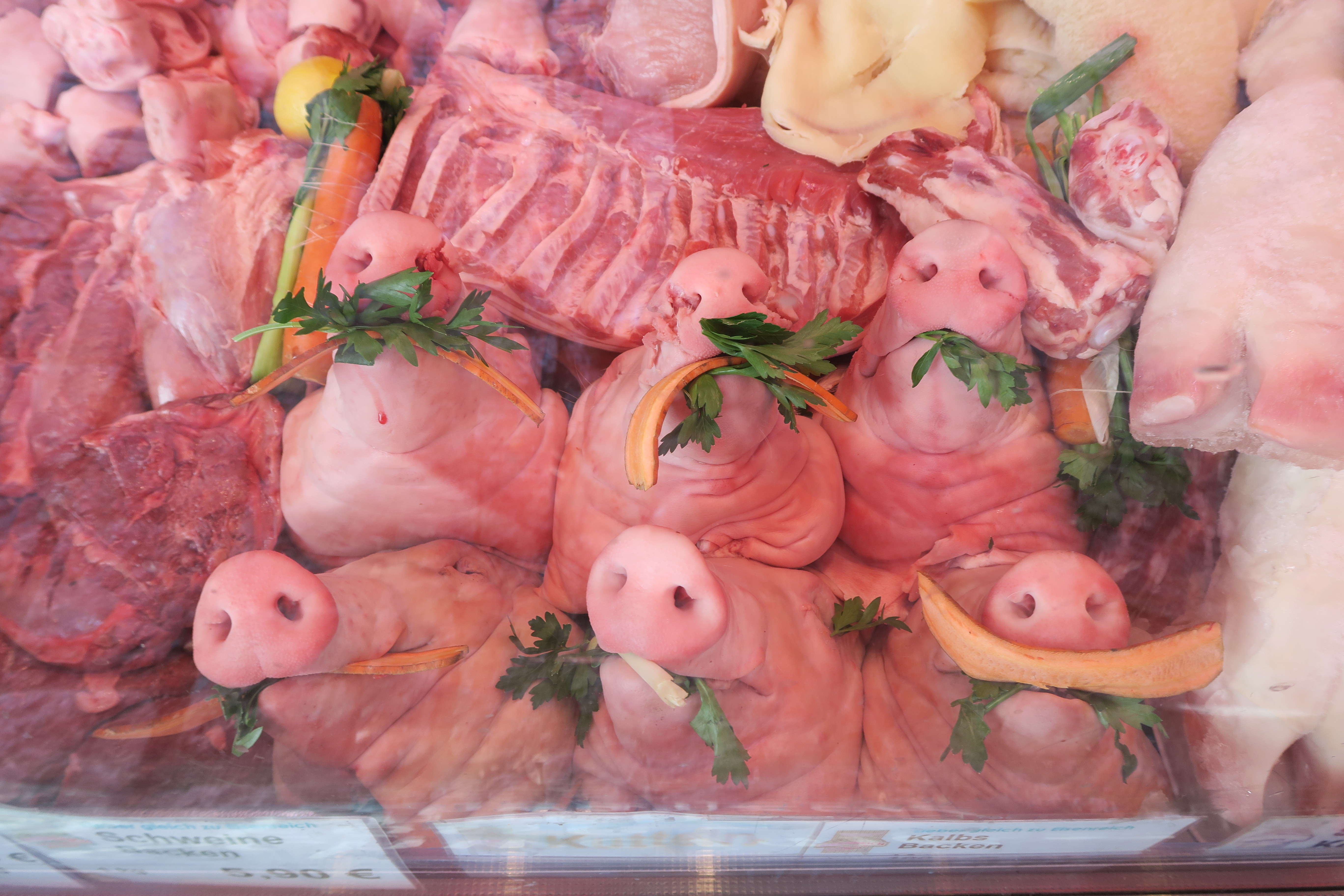
Schweineköpfe in der Auslage eines Metzgers auf dem Münchner Viktualienmarkt

Als Schweinekopf (auch Schweinskopf) bezeichnet man den bearbeiteten Kopf des Hausschweins, bei dem Hirn, Augen, Zunge und Schlund entfernt sind. Früher wurde er häufig gebraten als Schaustück bei kalten Buffets verwendet oder gekocht und entbeint mit Meerrettich serviert. Heute ist er in Deutschland im Ganzen bzw. unverarbeitet nur noch selten im Handel erhältlich.
Zur Herstellung von Fleischwaren wird Schweinekopf meist zuerst sanft gekocht, gepökelt und entbeint. Der verbleibende Teil aus Schwarte, Muskelfleisch, Fett und Bindegewebe wird fachsprachlich Maske genannt und vor allem zu Sülze und Wurst verarbeitet. Die Zunge wird getrennt verwertet.
Die Konservierung eines Schweinekopfes ist in der Oeconomischen Encyclopädie von Johann Georg Krünitz aus dem 18. Jahrhundert beschrieben:

„Man reibe denselben mit Salz, lege ihn in einen platten Hafen, gieße Essig darüber, daß er darüber gehe, thue auch einige Scheiben Meerrettig daran; dann wird er sich ziemlich lange halten, und wenn er verspeiset werden soll, wird er ein Paar Stunden ins Wasser gelegt, hierauf mit Wein und Citronen, nach eigenem Belieben, zugericht.“

Für das schwierige Tranchieren des Schweinekopfes enthält die Enzyklopädie eine genaue Anleitung:

„Ein Schweinskopf, der nach Art eines wilden Schweinskopfes zubereitet worden, wird auf folgende Weise zerlegt. Man setzt ihn mit dem Rüssel zur linken Hand, legt das Messer hinten quer vor, imbrochirt die Gabel in beide Nasenlöcher, faßt ihn mit der Serviette beim Ohr, und wendet ihn auf die rechte Seite, schneidet die garstige schwarze Haut dünne weg, und einige Schnittchen von den Wangen. Kann man damit nicht auskommen, so kann man auf der andern Seite eben so verfahren […] oder auch wohl die Ohren lösen und etliche zarte Stückchen herunter schneiden […].“

Serviert wurden die Fleischstücke dann mit einer Brühe aus Weinessig, Pfeffer, Senf, Wacholderbeeren und Petersilie.
Schnauze, Backen und Ohren werden meist gepökelt oder gegart angeboten, die Ohren auch getrocknet oder roh als Hundefutter.

## Teile des Schweinekopfes
Teile des Schweinekopfes werden oft separat verarbeitet
- Schweinebacke, (gepökelt & geräuchert) als Fleischzutat für Grünkohl
- Schweinezunge, (gepökelt und aufgeschnitten) als Aufschnitt
- Schweineschnauze, meist zusammen mit Schweinefuß (gepökelt) als norddeutsches Gericht Snuten un Poten